# Ouachita (fiume)
L'Ouachita è un fiume degli Stati Uniti che attraversa gli Stati di Arkansas e Louisiana per una lunghezza di 973 km. È un affluente del Red River nel quale si getta poco a monte della confluenza di questo nel fiume Mississippi.

## Geografia
Il fiume Ouachita trae le sue sorgenti sui Monti Ouachita, vicino alla città di Mena. Si dirige verso est, dando forma al lago Ouachita, un bacino artificiale creato dalla diga Blakely Mountain. Da questo lago, il fiume inizia a scorrere verso sud, in direzione del lago Hamilton e del lago Catherine attraversando l'Arkansas. Dopo il lago Catherine, riceve le acque del fiume Caddo e del Little Missouri. Dopo la città di Camden, il fiume diventa navigabile. Si unisce al  suo principale affluente, il fiume Saline, prima dell'entrata nello Stato della Louisiana. Il fiume, al termine del suo corso, confluisce nel Red River.